# Steven Defour
Steven Arnold Defour (* 15. dubna 1988, Mechelen, Belgie) je belgický fotbalový záložník a reprezentant, který od srpna 2016 působí v anglickém klubu Burnley FC. Účastník Mistrovství světa 2014 v Brazílii.

## Klubová kariéra

### KV Mechelen
Steven Defour působil v KV Mechelenu od roku 2002. Poté, co měl klub finanční problémy, Defour byl součástí exodu mladých talentovaných hráčů z Mechelenu. Hráč odešel v roce 2004 do klubu KRC Genk.

### KRC Genk
V sezóně 2004/05 zastával většinou pouze roli náhradníka, ale velký pokrok učinil v následující sezóně 2005/06, kdy jako 17letý mladík dokázal ve středu pole tvořit hru a rozdávat kvalitní přihrávky. Defour měl zájem odejít do nizozemského velkoklubu AFC Ajax, ale Genk tento přestup neposvětil. Po složitých rokováních nakonec podepsal smlouvu se Standardem Lutych.

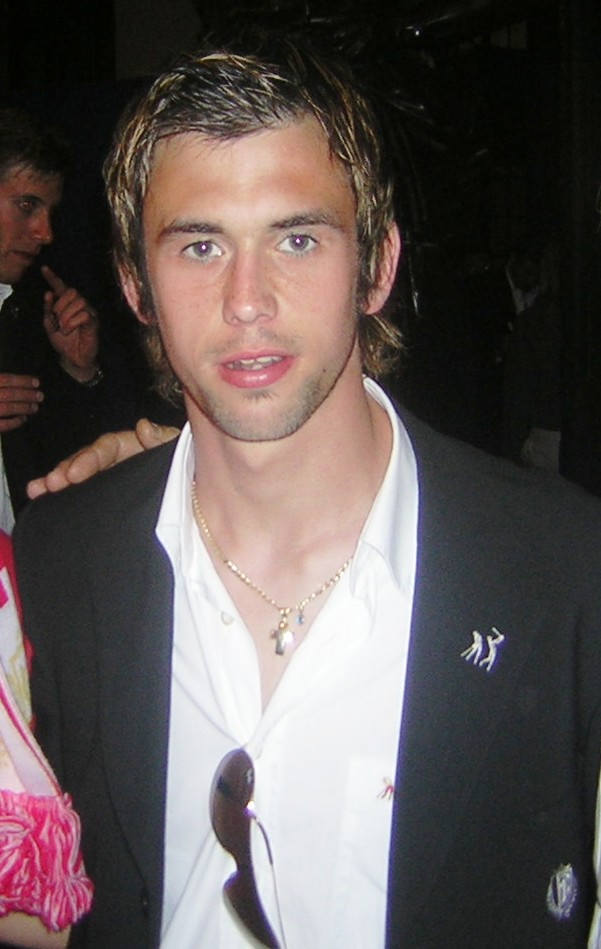
Steven Defour.

### Standard Lutych
Ve Standardu se sešel s dalšími belgickými hráči a reprezentanty Axelem Witselem a Marouane Fellainim. Podepsal zde pětiletý kontrakt a v sezóně 2006/07 hrál vedle portugalského záložníka Sérgia Conceiçãa a chorvatského reprezentanta Milana Rapaiće. Na začátku sezóny 2007/08 byl ve svých 19 letech zvolen za kapitána týmu. Tato sezóna byla pro něj velmi úspěšná, neboť v ní získal belgický ligový titul a „Zlatou kopačku“, ocenění, které se uděluje nejlepšímu hráči belgické ligy. I následující sezóna 2008/09 byla vydařená, neboť Standard dokázal obhájit ligový titul v závěrečném dvouzápasovém playoff proti rivalu Anderlechtu Brusel (oba kluby měly na konci shodně po 77 bodech, v Belgii v tomto případě následuje finálové playoff). Defour v odvetném zápase 24. května 2009 dostal žlutou kartu, o vítězství Standardu 1:0 a tím i o titulu rozhodl Axel Witsel (první zápas skončil remízou 1:1).
V říjnu 2009 utrpěl zlomeninu nohy a byl mimo hru až do jara 2010. V roce 2010 byl Defour spojován se zájmem anglického fotbalového gigantu Manchester United.

### FC Porto
15. srpna 2011 přestoupil do portugalského popředního klubu FC Porto za 6 milionů €. Zde podepsal pětiletou smlouvu. Hned ve své první sezóně 2011/12 získal s klubem portugalský ligový titul, FC Porto získalo celkem 75 bodů, o 6 více než druhá Benfica Lisabon. Na začátku sezóny 2012/13 získal i portugalský Superpohár. Titul z Primeira ligy se mu podařilo s klubem obhájit, ke konci ročníku se Porto dostalo před rivala Benfiku Lisabon a svou pozici už uhájilo až do konce soutěže.

### Anderlecht Brusel
V srpnu 2014 přestoupil za 6 milionů eur z Porta do belgického popředního klubu RSC Anderlecht. Ještě v dresu Standardu Lutych rád provokoval fanoušky Anderlechtu. Jeho přestup do týmu rivala však pohoršil fans Standardu Lutych, kteří Defoura v lednu 2015 vyprovokovali obřím transparentem k reakci (napálil míč do jejich sektoru a byl vyloučen).

### Burnley FC
V srpnu 2016 přestoupil za 7,5 milionu liber šterlinků do anglického Burnley FC a stal se tak nejdražší posilou v historii týmu. Podepsal smlouvu na tři roky.

## Reprezentační kariéra

### A-mužstvo
V A-mužstvu Belgie debutoval 11. května 2006 v přátelském utkání v Nizozemsku proti národnímu týmu Saúdské Arábie. Nastoupil v základní sestavě, Belgie vyhrála 2:1.
V kvalifikaci o EURO 2008 byl stabilním členem reprezentace, ale Belgie na evropský šampionát nakonec nepostoupila. První gól vstřelil 6. září 2008 během domácího kvalifikačního utkání na Stade Maurice Dufrasne proti Estonsku, když v 75. minutě upravoval stav utkání na průběžných 2:1. Přispěl tak ke konečnému vítězství 3:2. V reprezentačním zápase 5. září 2009 v kvalifikaci na MS 2010 proti domácímu Španělsku byl u prohry 0:5. Belgie se neprobojovala na závěrečný turnaj, skončila až čtvrtá ve své kvalifikační skupině.
Trenér belgického národního týmu Marc Wilmots jej zařadil na 23člennou soupisku pro Mistrovství světa ve fotbale 2014 v Brazílii, kam Belgie nakonec suverénně postoupila z prvního místa evropské kvalifikační skupiny A. Ve třetím utkání proti Jižní Koreji skočil oběma nohama na holeň Kim Šin-uka a byl vyloučen, ale hru jeho týmu to téměř nepoznamenalo, Belgie vyhrála i v oslabení 1:0 a získala poprvé na MS v základní skupině H plný počet bodů. Se šampionátem se Belgie rozloučila čtvrtfinálovou porážkou 0:1 s Argentinou.

### Reprezentační góly
Góly Stevena Defoura v belgickém reprezentačním A-mužstvu
| 010                 | 6. 9. 2008 | Stade Maurice Dufrasne, Lutych, Belgie | Estonsko | 02:1 00(75.) | 3:2 | kvalifikace na MS 2010 |
| 02                  | 6. 9. 2013 | Hampden Park, Glasgow, Skotsko         | Skotsko  | 00:1 00(38.) | 0:2 | kvalifikace na MS 2014 |
| Platí k 25. 1. 2015 |            |                                        |          |              |     |                        |

## Úspěchy

### Individuální
- 1× Zlatá kopačka Belgie (nejlepší hráč belgické ligy) (2007)